# 363P/Lemmon
363P/Lemmon, komet Jupiterove obitelji